# Apriona vagemaculata
Apriona vagemaculata là một loài bọ cánh cứng trong họ Cerambycidae.